# Massacre of Innocents
"Massacre of Innocents" es una canción de la banda de hardcore punk The Exploited, proveniente del disco Beat The Bastards. 
Esta canción es de las más conocidas debido a que casi nunca ha faltado en un concierto, ejemplos buenos serían en el festival "Beat Em All".

## Singnificado
Como dice el título de la canción, esta canción habla sobre una masacre a personas inocentes y guerra. Pero el tema puede a llegar a hablar sobre "La Segunda Guerra Mundial", por ejemplo en el segundo verso: "La gente solo lucha para mantenerse con vida, en la ciudad del caos algunos morirán, niños de la zona de guerra, jugando en la nieve".

## Personal
- Wattie Buchan - Voz
- Fraser "Fraz" Rosetti - Guitarra
- Willie Buchan - Batería y bajo

- Datos: Q24953340